# 昭和女子大学環境デザイン学部
昭和女子大学環境デザイン学部（しょうわじょしだいがくかんきょうでざいんがくぶ、Faculty of Environmental Science and Design）は、昭和女子大学に設置されているデザイン学のうち建築・インテリアデザイン、プロダクトデザイン、ファッションデザインとデザインマネジメント、デザインプロデュースなどの学部。
環境デザイン学科が設置され、4つのコースが開設されている。
なお、関連する大学院（男女共学）については、同大学の大学院生活機構研究科に環境デザイン研究専攻が開設されており、合わせて紹介する。

## 沿革
- 1949年の新学制により日本女子専門学校を改組し昭和女子大学が開学。学芸学部を設置し、同学部に被服学科を開設
- 1951年 学芸学部に生活科学科を開設
- 1953年 学芸学部を文家政学部に名称変更
- 1962年 生活科学に対応して被服学・住居学・文化史を内容とする生活美学科を設立
- 1978年 文家政学部を文学部と家政学部に分岐し、生活美学科が家政学部に編入。
- 1986年 大学院家政学研究科修士課程を開設し、生活造形学専攻が誕生。その後生活造形学専攻に残った住居と被服関係の講座と食物栄養学専攻に属していた講座を混合し、生活科学研究専攻が誕生。生活素材講座と生活機能講座で構成
- 1989年 大学院生活機構研究科が開設され、博士後期課程（生活機構学専攻）を併置
- 1994年 家政学部を生活科学部に改称
- 1995年 大学院家政学研究科を廃止し、同研究科生活科学研究専攻を生活機構研究科に編入
- 1998年 生活科学部生活美学科を生活環境学科に改称
- 2007年 大学院生活機構研究科の生活科学研究専攻を母体に環境デザイン研究専攻（修士課程）に改組
- 2020年 生活科学部生活環境学科を母体に環境デザイン学部を開設、環境デザイン学科を設置

## 学部組織
環境デザイン学部
- 環境デザイン学科
  - 建築・インテリアデザインコース
  - プロダクトデザインコース
  - ファッションデザインマネジメントコース
  - デザインプロデュースコース

## 大学院
生活機構研究科
- 環境デザイン研究専攻